# Juan Orrego-Salas
Juan Antonio Orrego-Salas (Santiago, 18 januari 1919 - aldaar, 24 november 2019) was een Chileens componist, muziekpedagoog, musicoloog en dirigent.

## Levensloop
Orrego-Salas kreeg zijn eerste muzieklessen in zijn geboortestad. Hij studeerde zowel Architectuur, waarin hij in 1943 zijn diploma behaalde, alsook compositie bij Pedro Humberto Allende Saròn en Domingo Santa Cruz. In 1938 was hij oprichter en werd tegelijkertijd dirigent van het koor van de Pontificia Universidad Católica de Chile (Rooms-Katholieke universiteit) in Santiago. Aan de Universidad de Chile werd hij docent voor muziekgeschiedenis en muziekliteratuur. Met een studiebeurs van de Rockefeller Foundation en van de Solomon R. Guggenheim Foundation kon hij in de Verenigde Staten compositie studeren bij Aaron Copland aan het Berkshire Music Center, in Tanglewood, aan de Universiteit van Virginia in Charlottesville en aan de Princeton-universiteit in Princeton bij Randall Thompson. Verder studeerde hij ook musicologie bij Paul Henry Lang en Georg Herzog aan de Columbia-universiteit in New York.
In 1947 kwam hij terug naar Chili en werd professor aan de muziekfaculteit van de Universidad de Chile. Ook werd hij opnieuw dirigent van het koor van de Pontificia Universidad Católica de Chile (Rooms-Katholieke universiteit) in Santiago. In 1949 reisde hij op uitnodiging van de Britse, Franse en Italiaanse regering door Europa. Daarbij verzorgde hij als dirigent de première van hij werk Canciones Castellanas, Op. 20 tijdens het "XXIII Festival of the International Society of Contemporary Music (ISCM)", in Palermo en in Taormina.
In 1953 werd hij van de Universidad de Chile tot "Profesor Extraordinario" voor compositie benoemd. Daarna werkte hij ook als muziekcriticus van het dagblad El Mercurio. In 1954 kreeg hij opnieuw steun van de Solomon R. Guggenheim Foundation en kon zo een jaar in New York componeren. Toen hij terugging naar Chili werd hij directeur van het "Instituto de Extensión Musical", een organisatie die onder andere het Orquesta Sinfonica de Chile, het Nationaal Ballet van Chili en een aantal koren en ensembles bestuurde. Na twee jaren nom hij ontslag en werd oprichter en eerste directeur van het "Departamento de Música" aan de Pontificia Universidad Católica de Chile in Santiago en bleef in deze functie tot 1961. Vervolgens ging hij opnieuw naar de Verenigde Staten, waar hij directeur werd van het "Latin American Music Center" en docent voor compositie aan de School of Music van de Indiana University in Bloomington. Aldaar was hij van 1975 tot 1980 hoofd van de afdeling compositie.
In 1987 ging hij met pensioen en emeritaat. Hij werd beschouwd als een belangrijke figuur in de muziekgeschiedenis en ontwikkeling van de eigentijdse Latijns-Amerikaanse muziek.
Als componist werd hij vier keer winnaar tijdens de "Festivales de Musica Chilena" (in 1948, 1950, 1952 en 1998) en ontving twee keer de "Olga Cohen Prijs" (in 1956 en 1958) in Chili. In 1971 werd hij eredoctor van de "Pontificia Universidad Católica de Chile" en eveneens opgenomen in de Chileense Academie voor schone kunsten. In 1992 ontving hij de hoogste onderscheiding van de Chileense regering voor artiesten, schrijvers en wetenschappers, de Premia Nacional. Hij schreef werken voor haast alle genres.
Orrego-Salas stierf op honderdjarige leeftijd.

## Composities

### Werken voor orkest

#### Symfonieën
- 1949 Symfonie nr. 1, op. 26
- 1954 Symfonie nr. 2, op. 39
- 1961 Symfonie nr. 3, op. 50
- 1966 Symfonie nr. 4 "de la respuesta lejana,", op. 59
- 1995 Symfonie nr. 5, op. 109
- 1997 Symfonie nr. 6 "semper reditus,", op. 112

#### Concerten voor instrument(en) en orkest
- 1950 Concert nr. 1, voor piano en orkest, op. 28
- 1962 Concerto a tre, voor piano trio en orkest, op. 52
- 1967 Quattro liriche brevi, voor altsaxofoon en kamerorkest, op. 61b
- 1971 Volte, voor piano en kamerorkest, op. 67
- 1980 Concert, voor hobo en strijkorkest, op. 77
- 1983 Concert, voor viool en orkest, op. 86
- 1985 Concert nr. 2, voor piano en orkest, op. 93
- 1991-1992 Concert, voor cello en orkest, op. 104
- 1999 Introduction and Allegro Concertato, voor piano vierhandig en kamerensemble, op. 117
- 2000 Fantasias, voor cello en klein orkest, op. 119
- 2001-2002 Concerto Grosso, voor hobo, viool en strijkorkest, op. 122

#### Andere werken voor orkest
- 1946 Escenas de Cortes y Pastores, suite, op. 19,
- 1948 Obertura Festiva, op. 21
- 1954 Serenata Concertante, op. 40
- 1954 Chamber Concerto, voor kamerorkest, op. 34
- 1956 Jubilaeus musicus "ad honorem Universitatis Sanctae Mariae", op. 45
- 1971 Variaciones Serenas, voor strijkorkest, op. 69
- 1986 Riley's Merriment, scherzo voor orkest, op. 94
- 1986-1987 Fanfare, op. 97

### Werken voor harmonieorkest
- 1962 Psalms, voor spreker en harmonieorkest, op. 51
- 1963-1964 Concerto, voor harmonieorkest, op. 53
- 1986 Fantasia, voor piano en harmonieorkest, op. 95

### Missen, oratoria en cantates
- 1946 Cantata de Navidad (Kerst cantate), voor sopraan en orkest, op. 13
- 1965 Alboradas, voor sopraan, sopraan, alt (of vrouwenkoor), harp, piano en slagwerk, op. 56
- 1966 América, no en vano invocamos tu nombre,  cantate voor sopraan, bariton, mannenkoor en orkest, op. 57
- 1968-1969 Missa "in tempore discordae", voor tenor, gemengd koor en orkest, op. 64
- 1974-1976 The Days of God, oratorium voor vier vocaal-solisten, gemengd koor en orkest, op. 73
- 1980-1981 Un canto a Bolívar, voor zangstemmen en traditionele instrumenten vanuit de Andes, op. 78
- 1981-1982 Bolivar, triptiek (drieluik) voor spreker, gemengd koor en orkest, op. 81
- 1992 La Ciudad Celeste, cantate voor bariton, gemengd koor en orkest, op. 105
- 1995 Tres cánticos sagrados (Drie sacrale liederen), voor gemengd koor en kamerensemble, op. 108
- 1996 Ave Maria, voor sopraan, gemengd koor, hobo en orgel, op. 111a
- 1997 Canto a la cordillera, voor gemengd koor en orkest, op. 113

### Muziektheater

#### Opera's
| Voltooid in | titel                                                        | aktes       | première | libretto |
| ----------- | ------------------------------------------------------------ | ----------- | -------- | -------- |
| 1950-1952   | El Retablo del Rey Pobre (The Dawn of the Poor King), op. 27 |             |          |          |
| 1987-1990   | Viudas (Widows), op. 101                                     | 3 bedrijven |          |          |

#### Balletten
| Voltooid in | titel                                                                      | aktes | première | libretto | choreografie |
| ----------- | -------------------------------------------------------------------------- | ----- | -------- | -------- | ------------ |
| 1948        | Juventud, op. 24 (drieluik) gebaseerd op Georg Friedrich Händels "Solomon" |       |          |          |              |
| 1951        | Umbral de Sueño, op. 30,                                                   |       |          |          |              |
| 1960        | The Tumbler's Prayer (El Saltimbanqui), op. 48                             |       |          |          |              |

#### Toneelmuziek
- 1949 Versos de ciego, toneelmuziek, op. 49, nr. 3 - tekst: A. Heiremans
- 1992 The Goat that Couldn't Sneeze, een muzikale komedie voor kinderstemmen en kamerensemble, op. 106

### Vocale muziek

#### Koor
- 1937 No lloréis mis ojos, voor vrouwen- of kinderkoor, op. 3
- 1942 Villancico, voor gemengd koor, op. 6 - tekst: traditioneel gedicht
- 1942 Romance a lo divino, voor gemengd koor, op. 7 - tekst: San Juan de la Cruz
- 1945 Let Down the Bars, Oh Death!, voor gemengd koor, op. 8 - tekst: Chr. Rosetti
- 1945 Romances pastorales, voor gemengd koor, op. 10 - tekst: Góngora
- 1946 Romance a la muerte de Don Gato, voor mannenkoor, op. 16 - tekst: traditionele Spaanse tekst
- 1946 Cánones y rondas escolares, voor kinderkoor, op. 17
- 1948 Christmas Songs, voor vrouwenkoor (of kinderstemmen), op. 22
- 1967 Three Madrigals, voor gemengd koor, op. 62 - tekst: anoniem Spaans gedicht, P. de Quiroz en M. de Santillana
- 1996 Ave Maria, voor sopraan en gemengd koor a capella, op.111 b

#### Liederen
- 1937 Dos canciones, voor middenstem, op. 4 - tekst: gedichten van Gaspar Melchor de Jovellanos en Gabriela Mistral
- 1945 Canciones en tres movimientos, voor middenstem en strijkkwartet, op. 12 - tekst: Juan Guzmán Cruchaga
- 1946 Lied, voor contralto en piano, op. 15,
- 1948 Canciones Castellanas, voor sopraan, dwarsfluit, althobo, hoorn, altviool, cello, harp en slagwerk, op. 20 - tekst: gedichten vanuit de Spaanse "Gouden eeuw"
- 1948 Romancillo, voor contralto en piano, op. 23 - tekst: gedicht van Franziskus de Borja y Aragon
- 1948 Cantos de Advenimiento, voor mezzosopraan, cello en piano, op. 25 - tekst:  D. de la Vega en Gabriela Mistral
- 1950 El Alba del Alhelí, zangcyclus voor sopraan en piano, op. 29 - tekst: Rafael Alberti
- 1959 Garden Songs, voor hoge sopraan, dwarsfluit, altviool en harp, op. 47  - tekst: Carmen
- 1959 Alabanzas a la Virgen, voor sopraan en piano, op. 49 - tekst: traditionele Spaanse gedichten
- 1970-1971 Palabras de Don Quijote, voor bariton en kamerensemble, op. 66 - tekst: Miguel de Cervantes Saavedra
- 1977 Psalms, voor bariton en piano, op. 74 - tekst: Bijbel
- 1981 Canciones en estilo popular, voor sopraan en gitaar, op. 80 - tekst: Pablo Neruda
- 1983 Yo digo lo que no digo, voor gelijke zangstemmen en folk-instrumenten, op. 83
- 1983 Biografía mínima de Salvador Allende, voor zangstem, gitaar, trompet op distantie en slagwerk, op. 85 - tekst: David Valjalo
- 1984 Cinco canciones a seis, voor contralto, twee violen, klarinet, cello en piano, op. 87 - tekst: Spaanse gedichten uit de 20e eeuw
- 1988 Ash Wednesday (aswoensdag), voor contralto en strijkorkes, op. 88 - tekst: T.S. Eliot
- 1988 Saludo, voor gelijke stemmen a capella, op. 99bis
- 1991 Canción de cuna para Llorença Gasull, voor zangstem en gitaar, op. 103 - tekst: van de componist

### Kamermuziek
- 1936 Dos piezas (Twee stukken), voor viool en piano, op 1
- 1938 Pequeño poema, voor dwarsfluit en piano, op. 5
- 1945 Sonata, voor viool en piano, op. 9
- 1945 Sonata a dúo, voor viool en altviool, op. 11
- 1955 Sextet, voor klarinet, strijkkwartet en piano, op. 38
- 1955 Dúos Concertante, voor cello en piano, op. 41
- 1955 Pastoral y Scherzo, voor viool en piano, op. 42
- 1956 Divertimento I en II, voor dwarsfluit, hobo en fagot, op. 43
- 1957 Strijkkwartet nr. 1, op. 46
- 1963 Concertino, voor trompet, twee hoorns en trombone, op. 54
- 1964 Sonata a Quattro, voor dwarsfluit, hobo, klavecimbel en contrabas, op. 55
- 1966 Trio nr. 1, voor viool, cello en piano, op. 58
- 1967 Quattro liriche brevi, voor altsaxofoon en piano, op. 61a
- 1971 Mobili, voor altviool en piano, op. 63
- 1972 Serenata, voor dwarsfluit en cello, op. 70
- 1972 Sonata de Estío, voor dwarsfluit en piano, op. 71
- 1972 Presencias, voor dwarsfluit, hobo, fagot, klavecimbel, viool, altviool en cello, op. 72
- 1977 Trio nr. 2, voor viool, cello en piano, op. 75
- 1979 De profundis, voor tuba en cellokwartet, op. 76
- 1982 Tangos, voor elf instrumenten, op. 82
- 1982-1983 Balada, voor cello en piano, op. 84
- 1984 Glosas, voor viool en gitaar, op. 91
- 1986-1987 For Young Violinists, voor drie violen, op. 96
- 1987 Gyrocantus, voor dwarsfluit, klarinet, klavecimbel, en "licht" slagwerk, op. 98
- 1987 Midsummer Diversions, voor cello en tuba, op. 99
- 1988 Partita, voor altsaxofoon, viool, altviool en piano, op. 100
- 1990 Variations for a Quiet man, voor klarinet en piano, op. 79
- 1994 Three Fanfares, voor koperkwintet, op. 107
- 1995 Strijkkwartet nr. 2, op. 110
- 1997 Encuentros - variaties over twee thema's van Franz Schubert, voor strijkkwartet en piano, op. 114
- 1998 Espacios, a rhapsody, voor cello en piano, op. 115
- 2001 Secuencias, voor altsaxofoon en slagwerk, op. 120
- 2002 Turns and Returns, voor viool en piano, op. 121
- 2003 Movimiento Concertante, voor altsaxofoon en strijkkwartet, op. 123
- 2003 Strijkkwartet nr. 3, op. 124
- 2004 Strijkkwartet nr. 4, op. 125
- 2007 Estancias del Recuerdo (Dwellings of Remembrace), voor dwarsfluit, klarinet, strijkkwartet en piano, op. 126

### Werken voor orgel
- 2000 Tocata ed Arioso, op. 118

### Werken voor piano
- 1946 Variaciones y fuga sobre el tema de un pregón, op. 18
- 1951 Diez piezas simples (Tien eenvoudige stukken), op. 31
- 1952 Rústica, op. 35
- 1967 Sonate, op. 60
- 1984 Dialogues in Waltz, voor piano vierhandig, op. 89
- 1984 Rondo-fantasía, op. 90
- 1991 Diferencias del retablo, voor twee piano's, op. 102
- 1998 Cantango, voor twee piano's, op. 116

### Werken voor bandoneon
- 1952 Suite para bandoneón, op. 36

### Werken voor gitaar
- 1971 Esquinas, op. 68

### Werken voor harp
- 1984 Variations on a Chant, op. 92

### Filmmuziek
- 1952 La veta del diablo, op. 37
- 1959 La caleta olvidada, op. 49, nr. 2

## Publicaties
- Encuentros, visions y repasos, gedeeltelijk herinneringen en anderzijds een kroniek over zijn gedachten en ideeën over muziek en beschouwingen van zijn eigen werk.
- Continuidad y cambio : reflexiones de un compositor. Leccion Magistral dictada en la Universidad Catolica de Chile al otorgirsele el titulo de Doctor Scienticae et Honoris Causa, Santiago: Universidad Catolica de Chile 1971. 18 S.